# المفهوم العلمي للجبال في القرآن
كتاب المفهوم العلمي للجبال في القرآن هو كتاب من تأليف الدكتور زغلول النجار. يتناول الكتاب المفهوم العلمي للجبال في القرآن مبينا أوجه إعجاز القرآن الكريم في الجبال.

## وصلات خارجية
- الكتاب مترجم باللغة الإنجليزية